# Aluniș (okręg Marusza)
Aluniș (węg. Magyaró) – wieś w Rumunii, w okręgu Marusza, w gminie Aluniș. W 2011 roku liczyła 2015 mieszkańców.